# Hamza Rafia
Hamza Rafia (arabe : حمزة رفيعة), né le 2 avril 1999 à Kalaat Senan, est un footballeur international tunisien qui évolue au poste de milieu offensif à l'US Lecce.

## Biographie

### Carrière en club
Né dans l'ouest de la Tunisie, Rafia déménage en France dans sa petite enfance, avec sa famille. Il commence à jouer au football à Lyon avec le SC Bron Terraillon de 2005 à 2009, passant ensuite une seule année à l'AS Bron. Grâce à l'excellente prestation du jeune homme, dans certains tournois de jeunes, les observateurs de l'Olympique lyonnais décident de le faire signer en 2010. Après avoir gravi tous les échelons des équipes de jeunes, en 2017, il est promu dans l'effectif réserve, avec lequel il récolte 25 apparitions en trois ans.
Le 16 juillet 2019, il est transféré à la Juventus pour 400 000 €, plus un maximum de 5 millions d'euros de bonus et un intéressement de 20 % sur une potentielle plus-value en cas de transfert futur,,. Le 26 août, il fait ses débuts en Serie C, avec l'équipe réserve de la Juventus, lors du derby perdu 2-0 contre Novare ; tandis que le 19 décembre, il marque son premier but sur penalty, permettant à son équipe d'accéder à la demi-finale de Coppa Italia Serie C. Le 27 juin 2020, il remporte son premier trophée avec les Bianconeri, la coupe d'Italie de Serie C, marquant en finale le but qui permet à la Juventus U23 de l'emporter contre Ternana 1-2.
Le 13 janvier 2021, Hamza Rafia fait sa première apparition avec l'équipe Pro de la Juventus FC pour le compte des huitièmes de finales de la coupe d'Italie face au Genoa. Il fait son entrée en jeu à la 77e minute et réussit à inscrire le but de la qualification de son équipe à la 104e.
Le 18 août 2021, il est prêté au club belge du Standard de Liège. En janvier 2022, il revient à la Juventus, puis est prêté à nouveau jusqu'à la fin de la saison à US Cremonese évoluant en Serie B, avec laquelle il décroche la promotion en Serie A après avoir terminé à la deuxième place.
Ne rentrant pas dans l'équipe première de la Juventus après ses prêts successives, en  janvier 2023, il est transféré à Delfino Pescara pour un contrat de deux saisons. Lors du mercato estival de 2023, il signe avec US Lecce pour trois saisons, ce qui lui permet d'évoluer pour la première fois en Serie A.

### Carrière en sélection
Possédant la double nationalité franco-tunisienne — après quelques apparitions avec les sélections françaises des moins de 17 ans et des moins de 18 ans — il reçoit en 2019 son premier appel en équipe de Tunisie,. Il fait ses débuts en équipe nationale tunisienne le 6 septembre, lors d'un match amical contre la Mauritanie gagné 1-0.
Il est convoqué à nouveau en octobre 2020, pour des matchs amicaux contre le Soudan et le Nigéria. Il dispute sa première compétition internationale lors de la coupe d'Afrique des nations 2021 au Cameroun. En décembre 2023, il est retenu dans la liste des 27 joueurs tunisiens sélectionnés par Jalel Kadri pour disputer la coupe d'Afrique des nations 2023.

## Style de jeu
C'est un milieu offensif, avec un haut niveau technique, performant dans les un contre un.